# Liechtensteiner-Cup 2005-2006
La Liechtensteiner-Cup 2005-2006 è stata la 61ª edizione della coppa nazionale del Liechtenstein disputata tra il 13 settembre 2005 e il 17 aprile 2006 e conclusa con la vittoria finale del Vaduz, al suo trentacinquesimo titolo e nono consecutivo.

## Formula
Alla competizione, che si svolse ad eliminazione diretta con partita unica, parteciparono le sette squadre del principato che potevano iscrivere anche più di un team.

## Ottavi di finale
Gli incontri si giocarono il 13 e 14 settembre 2005.
| Squadra 1          | Risultato | Squadra 2            |
| ------------------ | --------- | -------------------- |
| FC Vaduz III       | 2 - 3 dts | USV Eschen/Mauren II |
| FC Schaan II       | 3 - 4 dts | FC Ruggell           |
| FC Balzers II      | 2 - 0     | FC Triesenberg       |
| FC Triesenberg II  | 0 - 6     | USV Eschen/Mauren    |
| FC Triesen Espanol | 0 - 9     | FC Balzers           |
| FC Ruggell II      | 0 - 3     | FC Schaan            |
| FC Vaduz II        | 0 - 3     | FC Triesen           |
| FC Schaan Azzurri  | 0 - 12    | Vaduz                |

## Quarti di finale
Gli incontri si giocarono tra il 18 e il 19 ottobre 2005.
| Squadra 1            | Risultato | Squadra 2         |
| -------------------- | --------- | ----------------- |
| FC Schaan            | 1 - 2     | FC Balzers        |
| FC Triesen           | 0 - 4     | USV Eschen/Mauren |
| USV Eschen/Mauren II | 1 - 2     | FC Ruggell        |
| FC Balzers II        | 0 - 12    | Vaduz             |

## Semifinale
Gli incontri si giocarono l'8 e 9 novembre 2005.
| Squadra 1         | Risultato | Squadra 2  |
| ----------------- | --------- | ---------- |
| FC Ruggell        | 1 - 2     | FC Balzers |
| USV Eschen/Mauren | 1 - 3     | Vaduz      |

## Finale
La finale si giocò a Vaduz il 17 aprile 2006. La partita venne decisa ai supplementari dopo che terminò 2-2 alla fine dei tempi regolamentari.
| Vaduz 17 aprile 2006                                                                              | Vaduz     | 4 – 2             | Balzers | Rheinpark Stadion |
| \| \| \| \| \| Ritzberger 13’ Antic 71’ Sara 97’ Telser 104’ \| Marcatori \| 40’ Angelov ? 90’ \| |           |                   |         |                   |
|                                                                                                   |           |                   |         |                   |
| Ritzberger 13’ Antic 71’ Sara 97’ Telser 104’                                                     | Marcatori | 40’ Angelov ? 90’ |         |                   |